# Metacrisia woolfsonae
Metacrisia woolfsonae là một loài bướm đêm thuộc phân họ Arctiinae, họ Erebidae.